# David Ennals, Baron Ennals

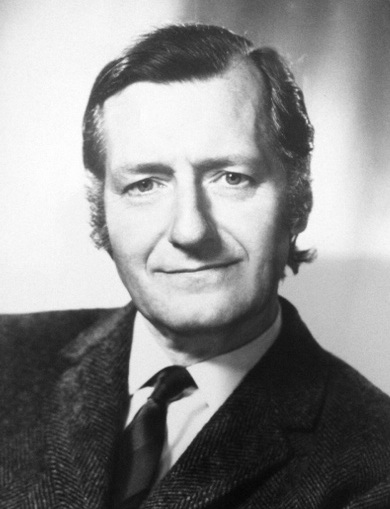

David Hedley Ennals, Baron Ennals (* 19. August 1922 in Walsall; † 17. Juni 1995 in Belsize Park, London) war ein britischer Politiker der Labour Party und Menschenrechtsaktivist. Von 1976 bis 1979 übte er das Amt des Ministers für Soziales aus.

## Leben

### Frühes Leben und militärische Laufbahn
David Hedley Ennals war der zweite Sohn von Arthur Ford Ennals und dessen Gattin Jessie Edith Taylor. Er besuchte die in seiner Heimatstadt Walsall gelegene Queen Mary’s Grammar School sowie im Rahmen eines einjährigen Studentenaustauschprogramms das in der US-amerikanischen Stadt Windsor befindliche Loomis Institute. 1939 war er Reporter des Walsall Observer und diente während des Zweiten Weltkriegs im Royal Armoured Corps der britischen Armee. 1942 wurde er zum 3. Aufklärungskorps versetzt. Er versah Dienste in Nordafrika, Italien und am Rheinübergang. Während der Landung der Alliierten in der Normandie im Juni 1944 kehrte er während einer nächtlichen Streife nicht mehr zurück und musste monatelang in Kriegsgefangenschaft leben. Im Rang eines Leutnants schied er aus dem Militärdienst aus.

### Politische Karriere
Bei den britischen Unterhauswahlen von 1950 und 1951 trat David Ennals erfolglos als liberaler Kandidat für Richmond (Surrey) an. Später schloss er sich der Labour Party an und diente als Sekretär der Auslandsabteilung der Labour-Zentrale.
Ennals wurde sodann bei den Wahlen von 1964 zum Parlamentsabgeordneten für Dover gewählt. Premierminister Harold Wilson ernannte Ennals nach den Wahlen von 1966 zum Staatssekretär für die Armee. 1967 wurde Ennals Staatssekretär im Innenministerium unter James Callaghan und im Folgejahr Staatssekretär für Soziales, verlor aber seinen Regierungsposten sowie Parlamentssitz nach der Niederlage der Labour Party bei den Wahlen von 1970.
Nach den Wahlen vom Februar 1974 kehrte Ennals als Vertreter von Norwich North ins Unterhaus zurück und wurde zum Staatssekretär für auswärtige und Commonwealth-Angelegenheiten ernannt. 1976 übernahm er das Amt des Ministers für Soziales und übte es bis zu Labours Machtverlust bei den Wahlen von 1979 aus. Während seiner Amtszeit beauftragte er Sir Douglas Black mit der Erstellung des – erst 1980 veröffentlichten – Black Report über die sozial bedingte Ungleichheit von Gesundheitschancen. Nach dem erneuten Verlust seines Parlamentssitzes bei den Wahlen von 1983 wurde er auf Betreiben von Premierministerin Margaret Thatcher als Baron Ennals, of Norwich in the County of Norfolk zum Life Peer erhoben.

### Andere Aktivitäten
Im Anschluss an sein Ausscheiden aus dem Unterhaus 1970 fungierte David Ennals als Kampagnenleiter der National Association for Mental Health (MIND), welchen Posten er bis 1973 innehatte. Er wurde 1984 deren Chairman und amtierte von 1989 bis 1995 als Präsident.
Von 1952 bis 1957 diente Ennals als Sekretär der United Nations Association und wurde 1984 deren Vorsitzender ebenso wie der Chairman der Gandhi Foundation, welches Amt er bis 1995 ausübte.

### Persönliches Leben
David Ennals heiratete am 10. Juni 1950 Eleanor Maud Caddick (* 1924/25) und hatte mit ihr drei Söhne sowie eine Tochter, ließ sich jedoch 1977 von ihr scheiden. Im weiteren Verlauf des Jahres 1977 ging er eine zweite Ehe mit Katherine Gene Tranoy (* 1926/27) ein.
David Ennals’ jüngerer Bruder Martin Ennals war Menschenrechtsaktivist und Generalsekretär von Amnesty International. Sein Sohn Paul Ennals war von 1998 bis 2011 Geschäftsführer der englischen Kinderwohlfahrtsorganisation National Children’s Bureau.

### Tod
Am 17. Juni 1995 starb David Ennals im Alter von knapp 73 Jahren in seinem Haus in Belsize Park, London, an Bauchspeicheldrüsenkrebs.